# Linia kolejowa nr 855
Linia kolejowa 855 – pierwszorzędna, dwutorowa, zelektryfikowana linia kolejowa znaczenia państwowego, łącząca posterunek odgałęźny Regalica i rejon SPA stacji Szczecin Port Centralny.
Linia w całości została uwzględniona w kompleksową, bazową pasażerską i bazową towarową sieć transportową TEN-T.